# Anoba plumipes
Anoba plumipes là một loài bướm đêm trong họ Erebidae.